# Tuberculosis genitourinaria
Se conoce como tuberculosis genitourinaria la infección crónica del aparato urinario o genital provocada por Mycobacterium tuberculosis (bacilo de Koch). Uno de los órganos más afectados es el riñón, por lo que en ocasiones se describe como tuberculosis renal.

## Descripción
Afecta principalmente a adultos jóvenes y siempre es secundaría a la afectación primaria de otro órgano, generalmente el pulmón, desde donde la infección se extiende por vía hematógena, es decir a través de la sangre. Aunque el agente que origina la infección es habitualmente el Mycobacterium tuberculosis, puede estar causada por otros gérmenes de la misma familia, entre ellos el Mycobacterium bovis. El órgano afectado con más frecuencia es el riñón, donde se producen lesiones inflamatorias y formación de cavidades llenas de material caseoso con destrucción progresiva del tejido renal, desde el riñón la infección pueden diseminarse a través de la vía urinaria al uréter, la vejiga urinaria, la próstata o el epidídimo en el testículo. La sintomatología suele consistir en fiebre, micciones frecuentes (polaquiuria) y sensación de escozor al orinar, pueden existir otros síntomas como eliminación de sangre a través de la orina (hematuria) y cólico nefrítico.

## Diagnóstico
- La baciloscopia de orina es de utilidad limitada, por la existencia frecuente de falsos negativos.
- Cultivo de orina en medio de Löwenstein-Jensen, no son útiles los cultivos en medios ordinarios.
- Urografía intravenosa. Permite visualizar imágenes sospechosas de tuberculosis renal.
- Métodos de amplificación genética utilizando la técnica de reacción en cadena de la polimerasa (PCR) para detectar la existencia de ADN del mycobacterium tuberculosis.
- Susceptibilidad a drogas de Mycobacterium tuberculosis mediante observación microscópica (MODS). Es un nuevo sistema de cultivo con resultados prometedores que permite acortar los plazos para obtener el diagnóstico microbiológico.[3][4]